# Margreet van Putten
Margreet van Putten (Berchem-Sainte-Agathe, 9 agosto 1953) è un'ex cestista olandese.

## Carriera
Con i Paesi Bassi ha disputato i Campionati europei del 1972.